# St. Erhard (Tatrovice)

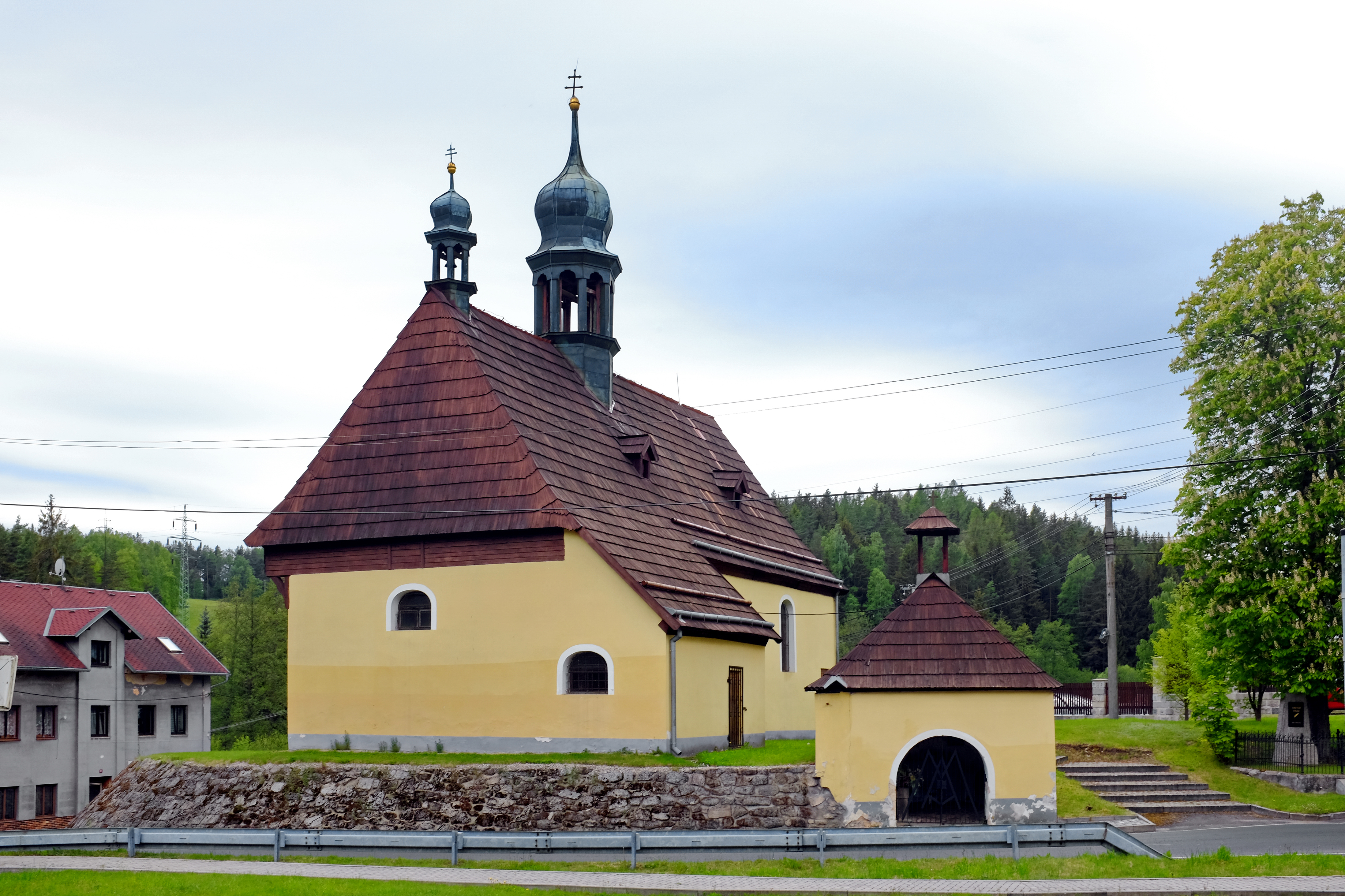
St. Erhard

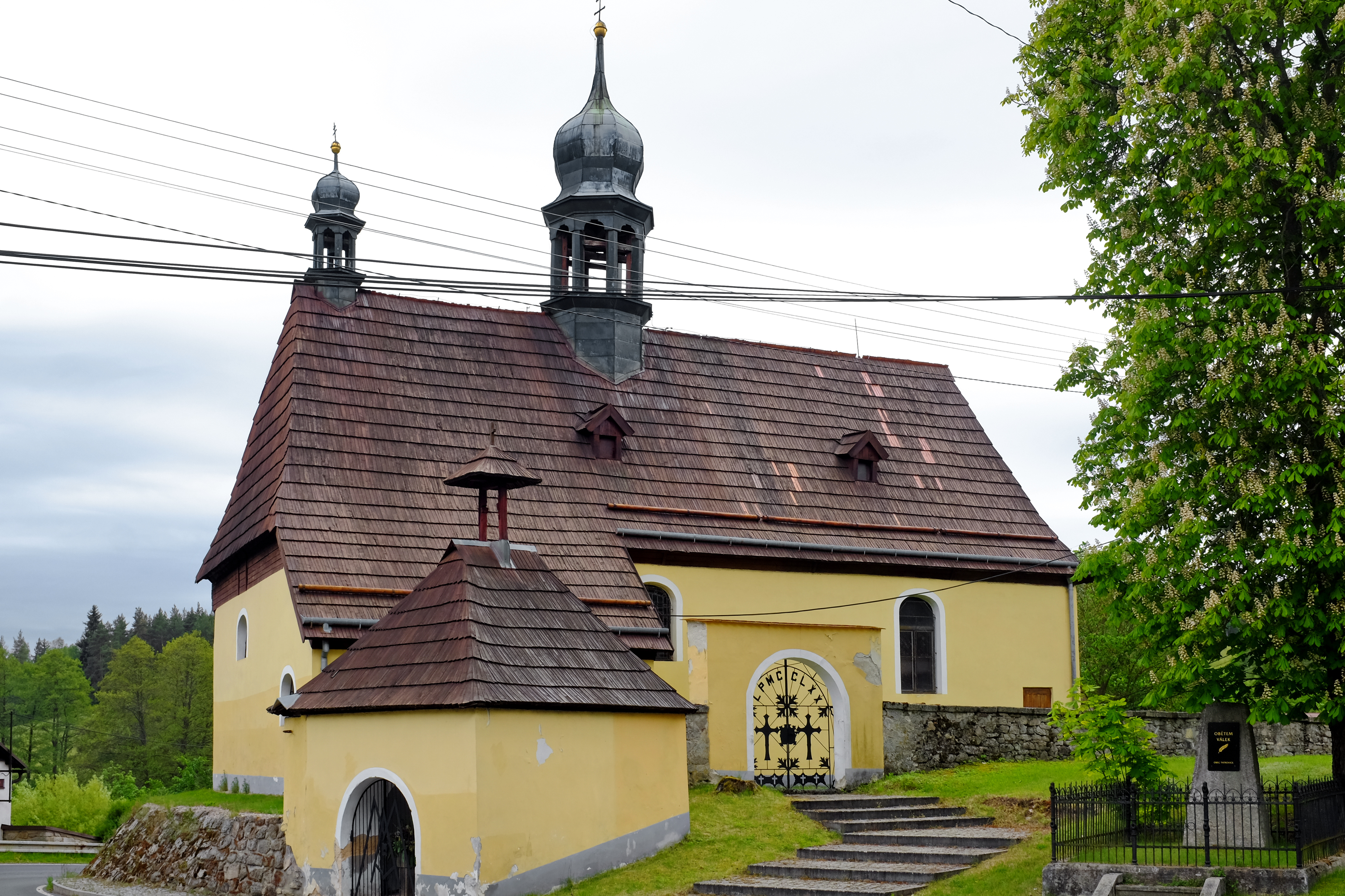
Seitenansicht

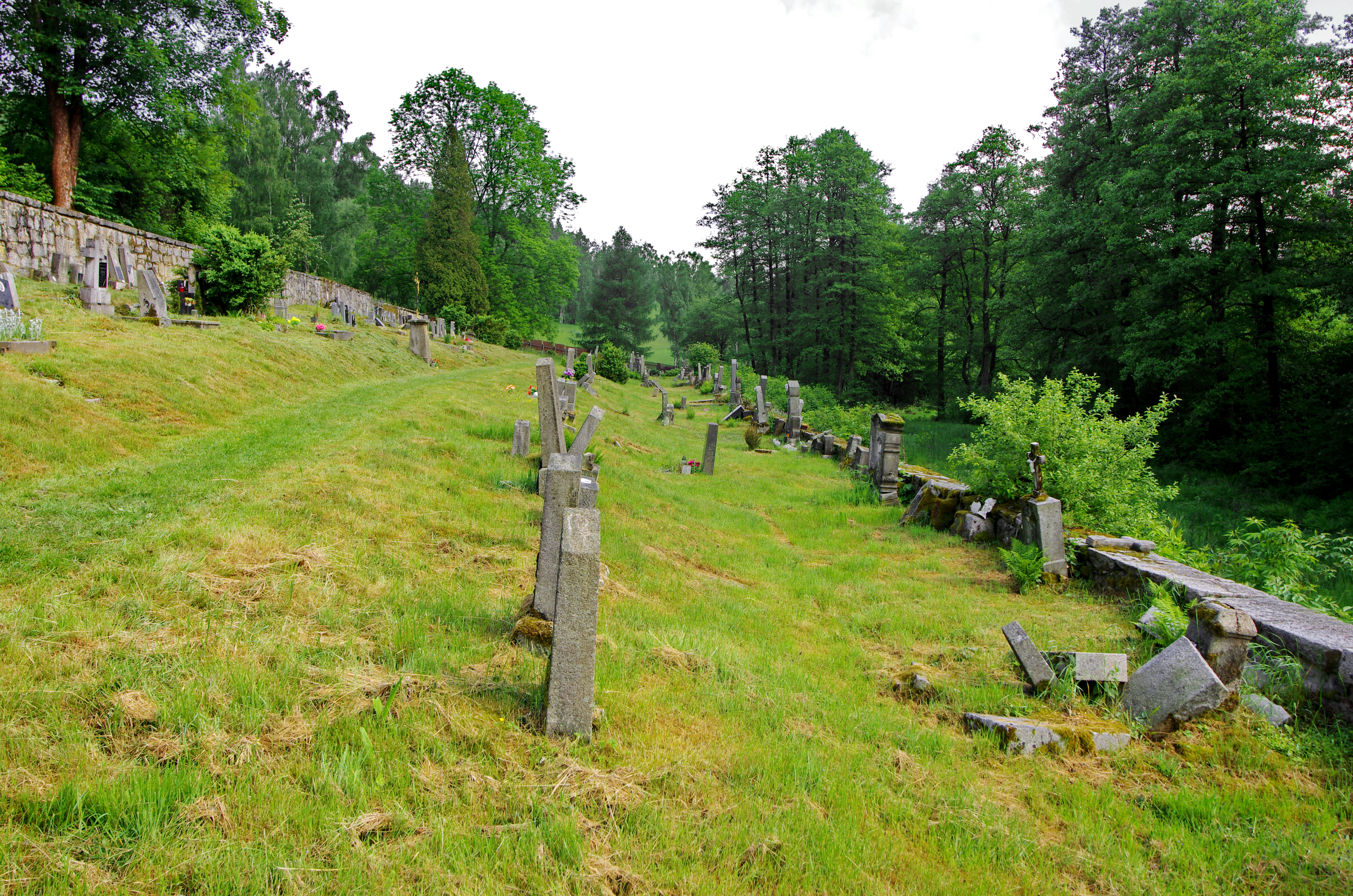
Ehemaliger deutscher Friedhof

Die Kirche St. Erhard in Tatrovice (deutsch Dotterwies), einer Gemeinde im Karlovarský kraj in Tschechien, ist ein geschütztes Kulturdenkmal.

## Geschichte
Das römisch-katholische Gotteshaus ist eines der ältesten der Region. Wahrscheinlich entstand die Siedlung im Zuge der Ostkolonisation der Gebirgsgegend im 13. Jahrhundert durch deutsche Siedler. Dotterwies gehörte zu den Besitztümern der Stadt Elbogen und kam dann zur Herrschaft Litmitz. Der Bau einer zunächst hölzernen Kapelle auf einem Hügel im südwestlichen Teil des Dorfes erfolgte im 14. Jahrhundert. Nach dem Tode des Pfarrers 1356 und der Neubesetzung erscheint „Tatrwic“ erstmals urkundlich in den Dokumenten des Bistums Pilsen. Im 15. Jahrhundert veranlasste der damalige Grundherr einen Neubau. In der Reformationszeit erhielt die Kirche einen protestantischen Seelsorger. 1555 wurden das Presbyterium und die Sakristei im Renaissancestil umgestaltet und das Kirchenschiff mit einer Kassettendecke versehen. 1599 ist eine Pfarrerstelle nachweisbar. 1630 und 1650 wurden neue Glocken angeschafft. Nach dem Dreißigjährigen Krieg wies man Dotterwies 1670 der Pfarrei Heinrichsgrün als Filiale zu. In der ersten Hälfte des 18. Jahrhunderts erhielt die Kirche eine barocke Ausstattung und eine Ölbergkapelle. Der die Kirche umgebende Friedhof wurde aufgelöst und in den Südosten des Dorfes verlegt. Ein neues spätbarockes Pfarrhaus kam 1782 hinzu.
Seit 1781 war Dotterwies Sitz einer Lokalie, 1783 einer Pfarr-Administration und 1791 wieder eigene Pfarrei. Eingepfarrt waren Mitte des 19. Jahrhunderts die Dörfer: Griesbach, Kösteldorf, Kofel, Schwarzenbach, Sponsel und Doglasgrün. 1791 fand eine Orgelrestauration statt. 1801 stiftete die Bäuerin Anna Rosina Kraus außerhalb von Dotterwies die Kapelle zum heiligen Quirin, im Volksmund auch Krausenkapelle genannt. 1804 wurde eine neue Glocke erworben. 1912 ersetzte man die Orgel. Während des Ersten Weltkrieges wurde das ältere Geläut entnommen und eingeschmolzen. 1920 erhielt die Kirche Elektrizität. 1930 zählte die Pfarrei 2879 Katholiken. Nach der Vertreibung der deutschen Bevölkerung nach 1945 blieb die Kirche unbenutzt und befand sich folglich in einem renovierungsbedürftigen Zustand. Im Mai 1958 erfolgte die Aufnahme in die staatliche Liste der Kulturdenkmäler. In den Jahren 2004 bis 2005 wurde mit Förderung des Deutsch-Tschechischen Zukunftsfonds eine komplette Sanierung der Kirche durchgeführt.

## Beschreibung
Die im Kern gotische Kirche ist einschiffig mit vierseitigem Presbyterium, einem südlichen Wandelgang und einem Walmdach mit Dachreiter.

## Ausstattung
Der barocke Choraltar, die Seitenaltäre, das Kirchengestühl und die Heiligen-Skulpturen stammen aus dem 18. Jahrhundert. Die Orgel von 1912 fertigte der Organist Andreas Peter.